# Адолф III фон Насау-Висбаден-Идщайн
Адолф III фон Насау-Висбаден-Идщайн (на немски: Adolf III. von Nassau-Wiesbaden-Idstein; * 10 ноември 1443; † 6 юли 1511) е граф на Насау-Идщайн.

## Живот
Той е син на граф Йохан II (1419 – 1480) и съпругата му Мария фон Насау-Диленбург (1418 – 1472), дъщеря на граф Енгелберт I фон Насау. 
Годеницата му Аделхайд фон Мансфелд умира преди сватбата. Адолф III се жени през 1479 г. за Маргарета фон Ханау-Лихтенберг (1463–1504).
През 1480 г. Адолф наследява баща си и земите се поделят. Адолф получава Висбаден, а брат му Филип получава Идщайн. През 1509 г. Адолф обединява двете части след смъртта на брат му.
Фридрих III определя Адолф да отиде заедно с вече пълнолетния Максимилиан I в Нидерландия, където поема владетелството. Адолф е през 1481 г. императорски щатхалтер на Графство Цутфен и от 1489 г. генералщатхалтер в Гелдерн и Цутфен. Той е в най-близкия кръг на Максимилиан I, става маршал и майстор на двора. Адолф участва 1488 г. в освобождението от плен на Максимилиан I в Брюге. Той се връща в родината си. По-късно той е отново в Нидерландия да помага на вече пълнолетния Филип I Красивия, синът на Максимилиан I. Адолф не участва през 1499 г. в Швабската война против Гелдерн и във войната против Пфалц през 1504 г.
Адолф е избран през 1501 г. от племената за главен камер-съдия, но скоро напуска службата. Причината е незаплащането.
Не му се отдава в служба на империята да подобри финансовото си положение и се оттегля във владенията си. През 1509 г. той отново е главен камер-съдия с 1000 гулдена заплата. Погребан е във Висбаден.

## Фамилия
Адолф III се жени на 20 юни 1484 г. (или през 1479 г.) за Маргарета фон Ханау-Лихтенберг (* 15 май 1463; † 26 май 1504), дъщеря на граф Филип I фон Ханау-Лихтенберг и Анна фон Лихтенберг, наследничка на господство Лихтенберг. Те имат четири деца:
- Мария Маргарета (1487 – 1548), омъжена 1501 г. за граф Лудвиг I фон Насау-Вайлбург († 28 май 1523)
- Анна (* 9 юли 1490, Лайден; † 10 ноември 1550), омъжена за граф Хайнрих XXI фон Шварцбург-Бланкенбург († 4 август 1526, Нордхаузен)
- Филип I (1490 – 1558), от 1511 граф на Насау-Идщайн, женен 1514 г. за Адриана де Глимес (* 1495, † 1524) (от Берген оп Зоом)
- Анна († като дете)